# Javier Pineda Luna
Francisco Javier Pineda Luna (* 1. April 1975 in Santa Cruz de Tenerife) ist ein ehemaliger spanischer Beachvolleyballspieler.

## Karriere
Javier Pineda Luna spielte 1996 mit Angel Vera seine ersten internationalen Turniere. Von 1998 bis 2000 bildete er ein Duo mit Yoyi Luis, das bei der Weltmeisterschaft in Marseille Platz 57 und bei der Europameisterschaft auf Mallorca Platz 17 belegte. Ein Jahr später endete die EM in Getxo für Luna/Luis erneut auf Platz 17. In den Folgejahren spielte Luna mit Garcia Thompson, Ruiz Nuñez, Javier Bosma und Raúl Mesa, konnte aber auch hier keine Top-Ten-Platzierung erreichen.
2005 trat Javier Pineda Luna erneut mit Garcia Thompson an. Bei der WM in Berlin kamen Luna/Garcia nach Niederlagen gegen die Brasilianer Franco/Tande und die Portugiesen Maia/Brenha nicht über Platz 25 hinaus. Im August kämpften sie sich bei der EM in Moskau trotz der Auftaktniederlage gegen die Russen Dajanow/Jeremin noch fast bis ins Halbfinale; erst in der fünften Verliererrunde scheiterten sie am deutschen Duo Dieckmann/Scheuerpflug.
Bei den Europameisterschaften 2006 in Den Haag (mit R. Herrera), 2007 in Valencia (mit Lario) und 2008 in Hamburg (mit Marco) belegte Luna jeweils den 17. Platz. An der Seite von Christian García beendete Luna 2009 seine Karriere.